# Nukunonu
Nukunonu est un ensemble d'îlots de corail aux Tokelau. Nukunonu est, avec une surface totale de 5,5 km², le plus grand des trois groupes d'îles qui constituent le territoire des Tokelau - les deux autres étant Fakaofo et Atafu. Il a la forme d'un atoll, et comprend en son centre un lagon, lequel recouvre environ 90 km². Nukunonu se trouve à 171° 50' ouest, 9° 10'  sud.
L'atoll de Nukunonu comprend plusieurs îlots, dont Nukunonu même, Motuhaga, Te Puka e Mua, Ahua, Motufala, Punalei, Taulagapapa, Niututahi, Saumagalu, Apia, Laulauia, Avakilikili, Fatigauhu, Tokelau, Te Fakanava, Te Puku, et Te Kamu.
Nukunonu est doté d'un hôtel, le Luana Liki Hotel, et d'un resort, le Falefa Resort. Il n'y a toutefois quasiment pas de touristes, les Tokelau étant difficiles d'accès.

## Population
Au moment du recensement de 2013, Nukunonu avait une population de 400 personnes (soit 6,1 % de moins qu'en 2006).
Cette population est à 95 % catholique. Les Tokelauans sont un peuple polynésien.

## Histoire
L'atoll fut découvert en 1769.

## Politique
Le dirigeant de l'atoll est élu par la population, et porte le titre de faipule. Il sert de représentant de Nukunonu au niveau national. Son mandat est de trois ans, dont deux ans à la tête de Nukunonu seul et un an à la tête de l'ensemble du pays.

## Images

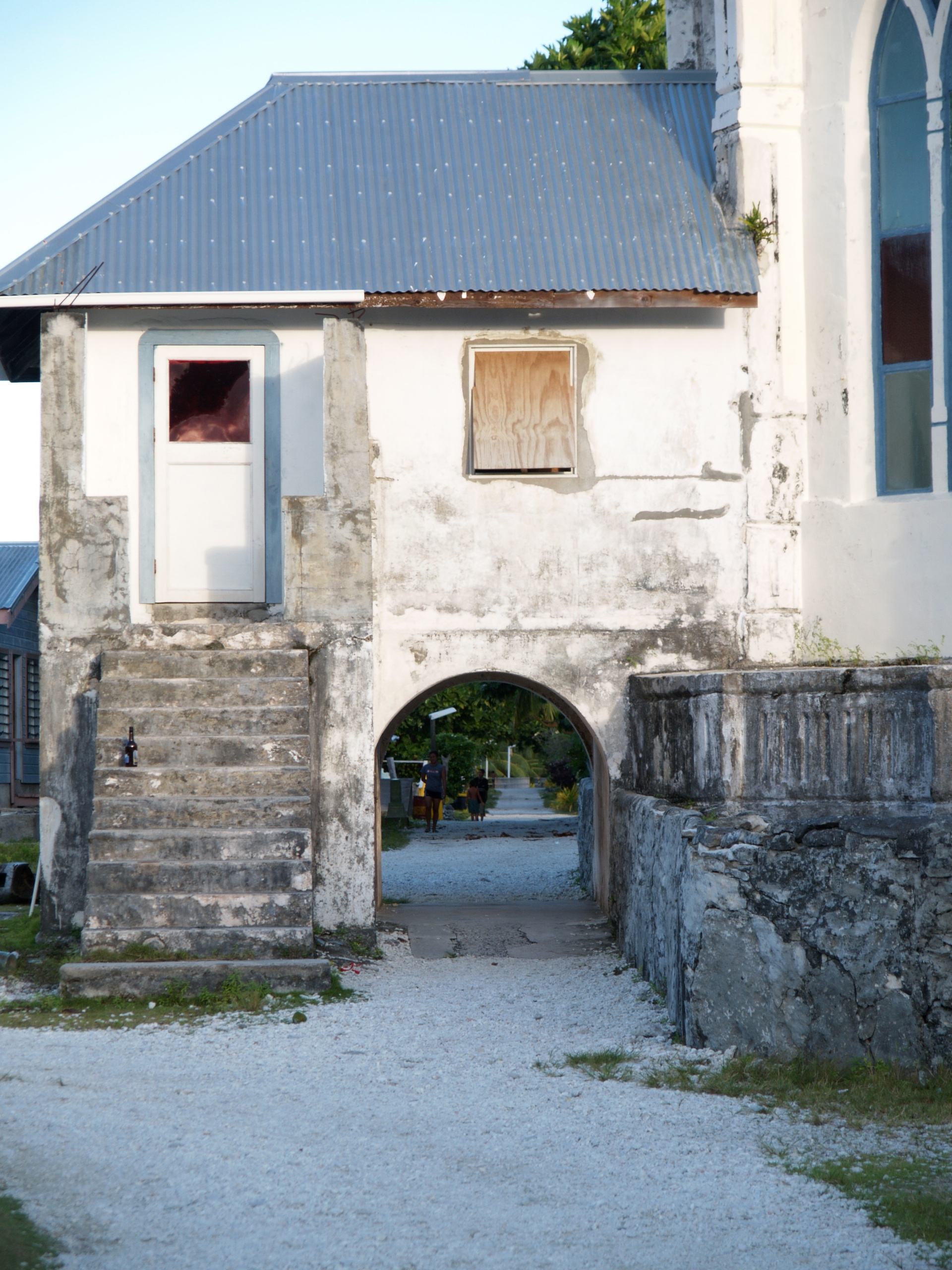
Arche rattachée à l'église catholique.
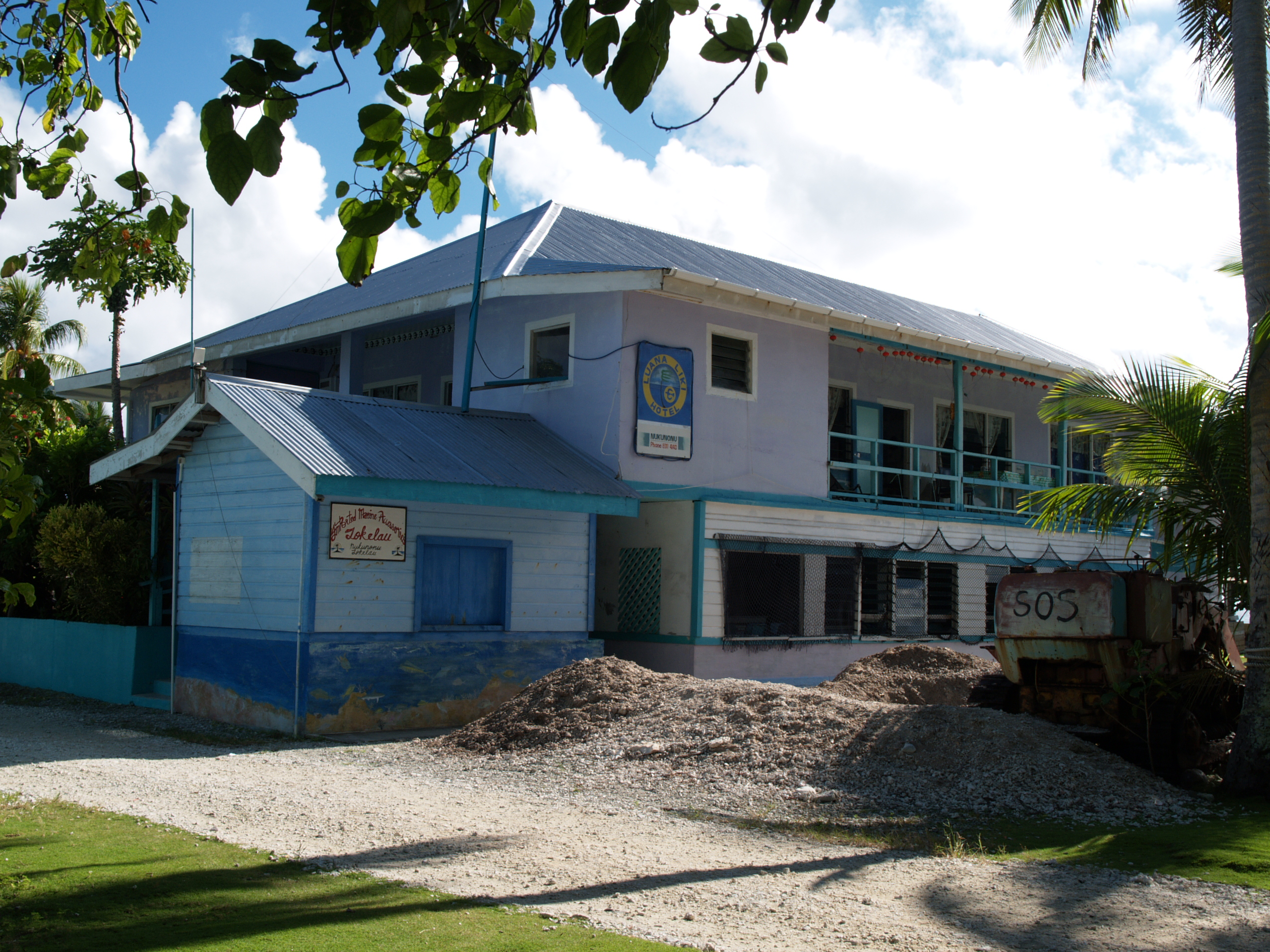
L'hôtel Luana Liki.
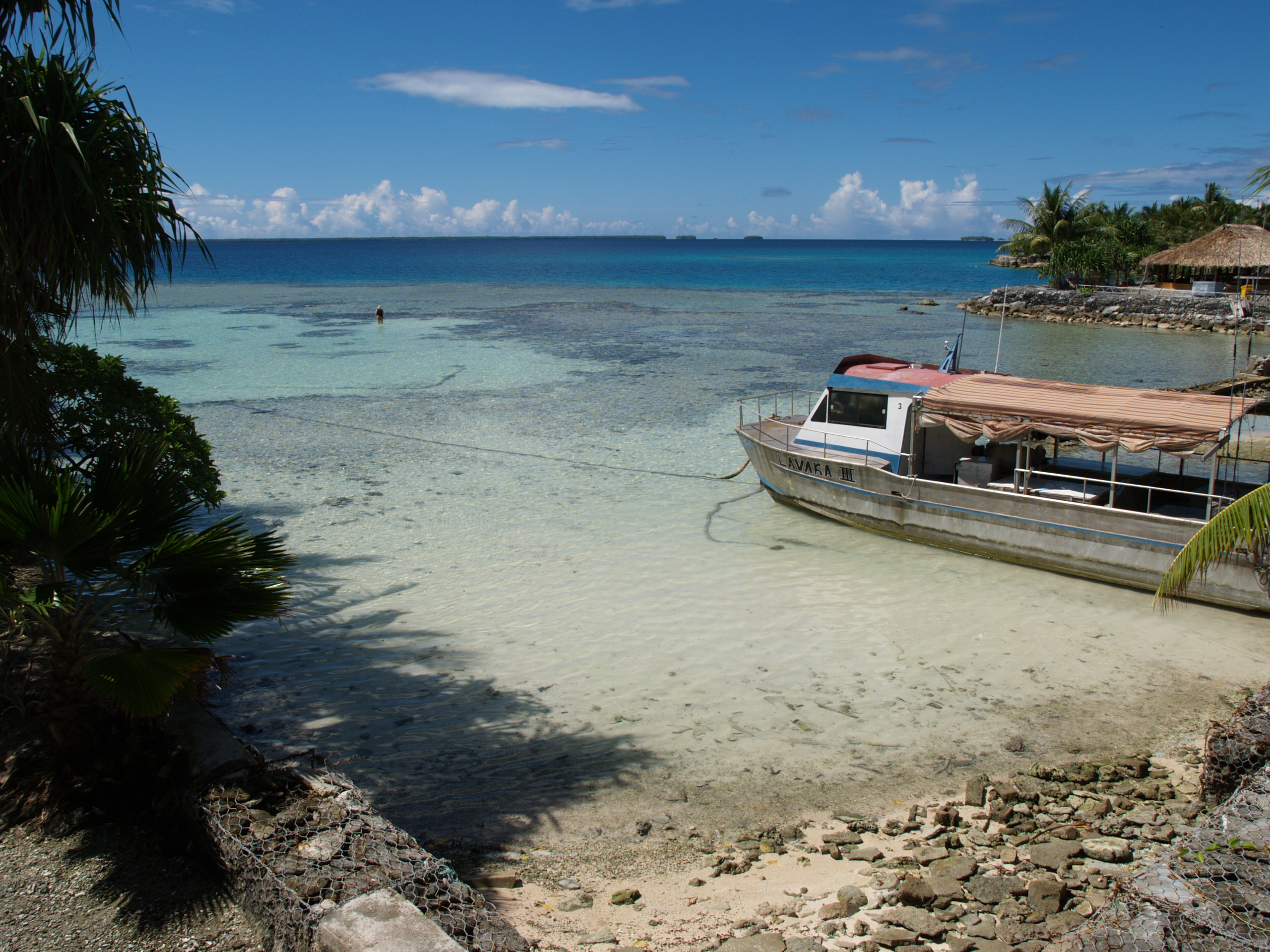
Le lagon.
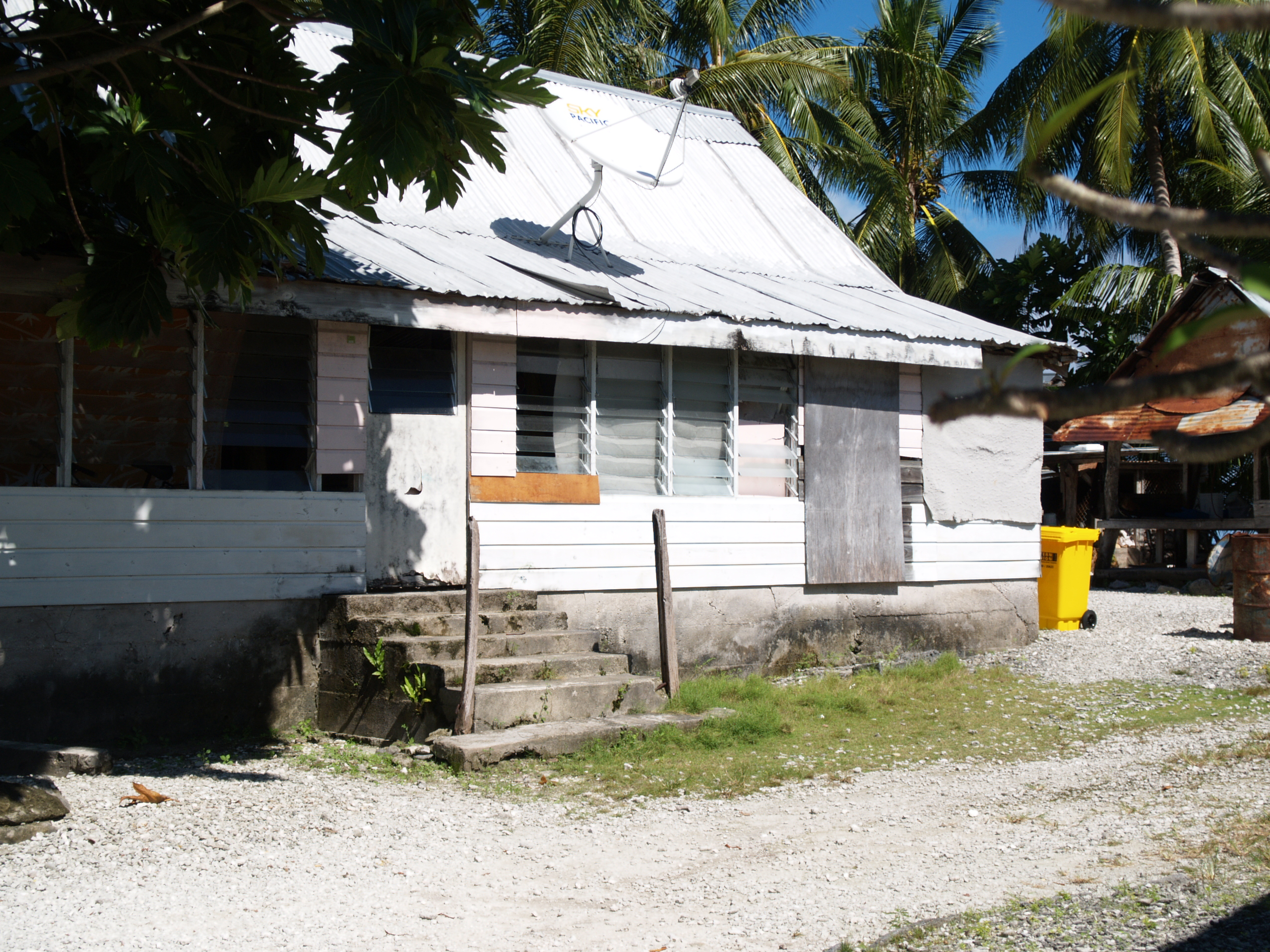
Maison dotée d'une antenne satellite.